# Кувакино (Московская область)
Кува́кино — деревня в муниципальном округе Егорьевск Московской области России.

## Демография
Деревня Кувакино расположена в юго-западной части муниципального округа Егорьевск, примерно в 24 километрах к юго-востоку от города Егорьевск. По южной окраине деревни протекает река Раменка. Высота над уровнем моря 116 метров.

## Название
В письменных источниках деревня упоминается как Проскурино, Фомкино тож (1577), Проскурино (1627). С начала XVIII века Кувакино.
Названия Проскурино и Кувакино связаны с некалендарными личными именами Проскура и Кувака.

## История
До отмены крепостного права деревня принадлежала помещице Полуденской. После 1861 года деревня вошла в состав Раменской волости Егорьевского уезда. Приход находился в селе Раменки.
В 1926 году деревня входила в Раменский сельсовет Раменской волости Егорьевского уезда.
До 1994 года Кувакино входило в состав Раменского сельсовета Егорьевского района, а в 1994—2006 году — Раменского сельского округа.
Входила в состав сельского поселения Раменское.

## Демография
В 1885 году в деревне проживало 210 человек, в 1905 году — 238 человек (110 мужчин, 128 женщин), в 1926 году — 144 человек (64 мужчины, 80 женщин). По переписи 2002 года — 4 человека (2 мужчины, 2 женщины). Население — 3 чел. (2010).
| 1859 | 1868 | 1885 | 1905 | 1926 | 2002 | 2006 |
| ---- | ---- | ---- | ---- | ---- | ---- | ---- |
| 143  | ↗149 | ↗210 | ↗238 | ↘144 | ↘4   | ↘2   |
| 2010 |      |      |      |      |      |      |
| ↗3   |      |      |      |      |      |      |